# Selters (Taunus)
Pour les articles homonymes, voir Selters.
Selters (Taunus) est une municipalité allemande située dans l'arrondissement de Limbourg-Weilbourg et dans le land de la Hesse.

## Géographie
La plus grande partie du territoire de la commune de Selters, avec les quartiers de Niederselters, Eisenbach, Münster et Haintchen, se situe dans la région orientale du Haut-Taunus, au nord de la crête principale du Taunus, à une altitude de 170 à 500 mètres. Du point de vue de l'espace naturel, le chef-lieu de Niederselters fait encore partie de la partie sud-est du bassin du Limbourg (de) et est ainsi relié au paysage de la vallée de la Lahn.

## Économie
L'eau minérale Selters provient d'une source située à Niederselters, village de la municipalité. Le nom « eau de Seltz » provient du nom Selters.